# بورنا (واشینگتن)
بورنا (به انگلیسی: Buena) یک منطقهٔ مسکونی در ایالات متحده آمریکا است که در شهرستان یاکیما، واشینگتن واقع شده‌است. بورنا ۹۹۰ نفر جمعیت دارد و ۲۴۲٫۰۱ متر بالاتر از سطح دریا واقع شده‌است.